# Greta Myers
Greta Myers (22 mei 2004) is een Amerikaanse langebaanschaatsster.

## Records

### Persoonlijke records
| Afstand    | Tijd    | Datum           | Baan           |
| ---------- | ------- | --------------- | -------------- |
| 500 meter  | 38,75   | 10 maart 2023   | Salt Lake City |
| 1000 meter | 1.15,85 | 24 januari 2025 | Calgary        |
| 1500 meter | 1.55,32 | 25 januari 2025 | Calgary        |
| 3000 meter | 4.05,06 | 20 januari 2024 | Salt Lake City |
| 5000 meter | 7.04,87 | 24 januari 2025 | Calgary        |

(laatst bijgewerkt: 25 januari 2025)

## Resultaten
| Jaar | WK Allround            | WK Afstanden                              | WK Junioren                                                                       |
| ---- | ---------------------- | ----------------------------------------- | --------------------------------------------------------------------------------- |
| 2020 |                        |                                           | 16e allround 29e 500m 35e 1000m 35e 1500m 29e 3000m                               |
|      |                        |                                           |                                                                                   |
| 2022 |                        |                                           | 9e allround 11e 500m 18e 1000m 16e 1500m 16e 3000m 8e achtervolging 5e teamsprint |
| 2023 |                        |                                           | allround · 5e 500m · 1000m · 1500m · 6e 3000m · achtervolging · DQ teamsprint     |
| 2024 | NC10 (8e, 13e, 10e, -) | 15e 3000m                                 |                                                                                   |
| 2025 |                        | 20e 1500m 15e massastart 5e achtervolging |                                                                                   |